# Nazaret Daghavarian

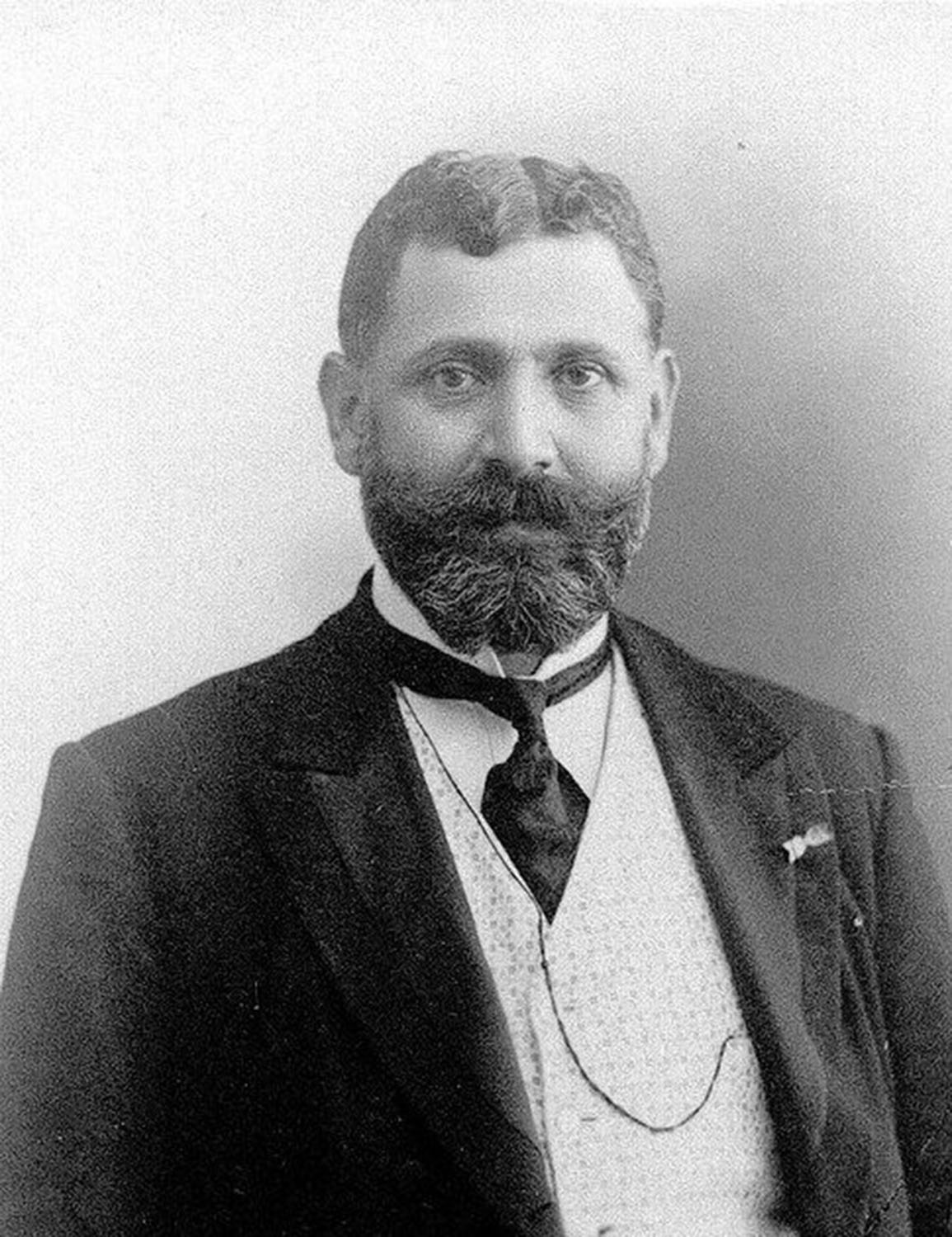
Nazaret Daghavarian

Nazaret Daghavarian oder Chaderjian (armenisch Նազարէթ Տաղաւարեան, türkisch Dağavaryan oder Çadırcıyan, * 1862 in Sivas, Osmanisches Reich; † 1915 in Karacaören) war ein armenischer Arzt, Agronom, Abgeordneter im osmanischen Parlament und einer der Gründer der Armenischen Allgemeinen Wohltätigkeitsunion (AGBU). Er schrieb Sachbücher über Medizin, Geschichte und Religion, so über die türkischen Aleviten. Er war ein Opfer des Völkermords an den Armeniern.

## Leben
Er zog mit sieben Jahren nach Istanbul, schloss dortige Colleges ab und studierte Agrarwissenschaft an der Universität Paris. Er war der Direktor von armenischen Schulen im Vilâyet Sivas sowie Rektor an der Aramian-Schule und Leiter des Armenischen Krankenhauses in Istanbul. 1887 studierte er an der Sorbonne Medizin. Zurück in Istanbul wurde er verhaftet und durch Vermittlung der französischen Botschaft freigelassen und zog 1905 nach Kairo, wo er als Arzt und als Lehrer arbeitete. Er nahm dort an der Gründung der Wohltätigkeitsorganisation AGBU teil. Nach der Jungtürkischen Revolution 1908 kehrte er nach Istanbul zurück und wurde zum Mitglied der Abgeordnetenkammer für seinen Wahlkreis Sivas sowie zum Armenischen Nationalen Zentralkomitee gewählt.
Am „Roten Sonntag“, dem 24. April 1915, wurde er wie andere Armenier in Istanbul festgenommen und auf dem Weg der Deportation ermordet: Er wurde am 5. Mai aus dem Gefängnis Ayaş geholt und zusammen mit Agnuni, Harutün Jangülian, Karekin Khajag, Sarkis Minassian sowie Zartarian in Begleitung einer Militäreskorte nach Diyarbakır vor ein Kriegsgericht gebracht. Dort wurden sie in einer Ortschaft namens Karacaören getötet, kurz bevor sie in Diyarbakır ankamen.

## Werke
Nazaret Daghavarian forschte auch über die Aleviten im Osmanischen Reich und veröffentlichte ein Buch über die Entstehung des christlichen Protestantismus und der Tariqa der Kizilbasch. Indem er die religiösen Anschauungen der Aleviten genau untersuchte, stellte er fest, dass das Alevitentum sich nach außen hin als islamisch gibt, seine Wurzeln jedoch im Manichäismus des 4. bis 7. Jahrhunderts, im Paulikianertum und bei den Tondrakiern des 10. bis 11. Jahrhunderts hat. Er stellte zahlreiche Gemeinsamkeiten und Überschneidungen zwischen den türkischen Kizilbasch und den Protestanten fest.